# Balahovit
Balahovit (armensko Բալահովիտ, tudi latinizirano kot Balaovit;  leta 1968, Mgub, Mekhub in Mehub) je vas v armenski provinci Kotajk. Večina zgodnjih naseljencev se je v vas priselilo med leti 1828-29 iz Khoja in Salmaste v današnjem Iranu, medtem ko so nekateri priseljenci prišli iz Bulankha. Leta 1968 se je na zahtevo armensko-ameriške skupine preimenoval v Balahovit. Skupnost ima šolo, kulturni dom in postajo za prvo pomoč, pa tudi eksperimentalno postajo Erevanskega veterinarskega inštituta. Balahovit je imel vrtec, ki pa je bil julija 2004 zaprt zaradi poslabšanja razmer. Lokalno gospodarstvo je močno odvisno od kmetijstva, ki temelji predvsem na gojenju žita, gojenju sadovnjakov in govedoreji.  Balahovit ima majhno manjšino Kurdov (vključno z Jezidi) in Rusov.